# Лисио, Дамиан
Дамиа́н Эммануэ́ль Ли́сио (исп. Damián Emmanuel Lizio; родился 30 июня 1989 года, Флорида, Аргентина) — боливийский футболист аргентинского происхождения, атакующий полузащитник клуба «Олл Бойз». Выступал в сборной Боливии.

## Клубная карьера
Лисио — воспитанник клуба «Ривер Плейт». 10 ноября 2007 года в матче против «Уракана» он дебютировал в аргентинской Примере. В 2008 году Дамина стал чемпионом страны, но был запасным и принял минимальное участие в завоевании трофея. В 2009 году для получения игровой практики он на правах аренды перешёл в испанскую «Кордову». В поединке против «Альбасете» Лисио дебютировал в Сегунде.
После окончания аренды Дамиан перешёл в кипрский «Анортосис». 25 сентября 2010 года в матче против столичного «Олимпиакоса» он дебютировал в чемпионате Кипра. 2 октября в поединке против АЕЛа Лисио забил свой первый гол за клуб.
Окончив сезон без особых успехов Дамиан покинул Кипр и принял предложение боливийского «Боливара». 12 февраля 2011 года в матче против «Ауроры» он дебютировал в чемпионате Боливии. 15 мая в поединке против «Гуабиры» Лисио забил свой первый гол за новую команду. В том же сезоне он помог «Боливару» выиграть чемпионат. В 2013 году Дамиан выступал на правах аренды за аргентинский «Унион Санта-Фе» и кувейтский «Аль-Араби».
Летом 2014 года Лисио перешёл в чилийский «О’Хиггинс». 20 июля 2014 года в матче против «Унион Ла-Калера» он дебютировал в чилийской Примере. 3 января 2015 года в поединке против «Унион Ла-Калера» Дамиан забил свой первый гол за новую команду. Летом 2015 года Лисио вернулся в «Боливар».

## Международная карьера
В начале 2009 года Лисио в составе молодёжной сборной Аргентины принял участие в молодёжном чемпионате Южной Америки в Венесуэле. На турнире он сыграл в матчах против Эквадора, Парагвая, Уругвая и хозяев турнира Венесуэлы.
15 октября 2014 года в товарищеском матче против сборной Чили Дамиан дебютировал за сборную Боливии. 19 ноября в поединке против сборной Венесуэлы он забил свой первый гол за национальную команду.
В 2015 году Лисио попал в заявку на участие в Кубке Америки в Чили. На турнире он сыграл в матчах против сборных Эквадора, Чили и Перу.

### Голы за сборную Боливии
| #   | Дата           | Место                          | Противник | Счёт | Результат | Соревнование      |
| --- | -------------- | ------------------------------ | --------- | ---- | --------- | ----------------- |
| 01. | 18 ноября 2014 | Эрнандо Силес, Ла-Пас, Боливия | Венесуэла | 2:1  | 3:2       | Товарищеский матч |

## Достижения
«Ривер Плейт»
- Чемпион Аргентины: Клаусура 2008

«Боливар»
- Чемпион Боливии: Клаусура 2011